# 99 Exercices de style
99 Exercices de style (99 Ways to Tell a Story: Exercises in Style) est un roman graphique américain de Matt Madden publié en 2005 chez Penguin Group et en 2006 à L'Association dans la collection Ciboulette pour sa version française. 
Matt Madden avait commencé la réalisation de ce livre en 1999 et publié ses premières planches sur son site Internet.

## Principe
Le livre reprend le concept des Exercices de style de Raymond Queneau, c'est-à-dire raconter la même histoire de quatre-vingt-dix-neuf manières différentes, en l'appliquant au roman graphique. 
Cette idée était née dans le cadre de l'Ouvroir de bande dessinée potentielle dont Matt Madden est un correspondant américain.
Les 99 variations sont :
| - Matrice - Monologue - Subjectif - À l'étage - Réfrigérateur avec vue - Voyeur - Effets sonores - Emanata - Inventaire - Mode d'emploi - Bienvenue à "99 Exercices de style" - Rétrograde - Temps - Flashback - Déjà-vu - Narrateur peu fiable - Strip quotidien - Dessin politique - Roman-photo - Manga - Exercice de guerre - Fantasy - Plan 99 from Outer Space (à la manière de la science-fiction ; le titre fait référence au film Plan 9 from Outer Space) - High Noon (à la manière du western, le titre fait référence au film Le train sifflera trois fois) - Procédure de police - BD comique - Furry - Une seule case - Trente cases - Plus un - Etcetera - Contraires - Recadrage - Hors champ - Palindrome - Anagramme I - Anagramme II - D'après Rodolphe Töppfer - Exercices d'un amateur de fondue au chester (d'après Winsor McCay) - Un fragment récemment découvert de la Tapisserie de Bayeux - Ce qui arrive lorsque le camion de glace vient à Hogan's Alley (d'après Richard F. Outcault) - Esk Her Size end Style (d'après George Herriman) - Ligne claire - Exorcisme de style (hommage aux Tales from the Crypt) - Contrainte dynamique - Exercice d'amour - Super Héros - ROJVBIV | - Carte - Hommage à Jack Kirby - En cas d'exercices de style - Tract religieux paranoïaque (à la manière des chick-tracts) - Exercices d'ellipses (d'après Scott McCloud) - Campagne de service public - Pot-pourri (avec des cases empruntées à David Mazzucchelli, Ben Katchor, Chester Brown, Marc-Antoine Mathieu, Daniel Clowes, Art Spiegelman, Julie Doucet, Gary Panter) - Deux-en-un (fusion avec l'histoire des Exercices de style de Queneau) - Digital - Graphique - Storyboard - Chez vous grâce à... - Calligramme - Sans dessins (d'après Kenneth Koch) - Personnification - Le Lendemain - Histoires emboîtées - Entendu dans un bar - Couple heureux - Couple malheureux - Une vie - Autour du monde - Le Critique - Évolution - Créationnisme - Une vie pour atteindre le réfrigérateur - Actors Studio I - Actor's Studio II - Horizontal - Vertical - Très gros plan - Plans larges - Zoom - Things Are Queer (d'après Duane Michals) - Projection isométrique - Notre maison - Un seul horizon - Trop de texte - Sans traits - Silhouette - Minimaliste - Maximaliste - Point fixe dans l'espace - Point fixe dans le temps - Le Jeu des 16 erreurs - Texte différent - Images différentes - Sans réfrigérateur - Sans Jessica - Sans Matt |

## Édition en français
- Matt Madden, 99 Exercices de style, L'Association, 2006.